# Острова Демьяна Бедного
Острова́ Демья́на Бе́дного — группа островов в северо-западной части архипелага Северная Земля (Россия), в Карском море. Административно относятся к Таймырскому Долгано-Ненецкому району Красноярского края.
Состоят из восьми крупных и по меньшей мере пяти малых островов, вытянутых в условную линию на 10,5 километра с юго-востока на северо-запад. Самый восточный остров группы лежит в 5 километрах к северу от устья реки Посадочной на северо-западе острова Комсомолец.
Состав (с запада на восток):
- Колобок — пологий остров овальной формы с небольшим заливом в северной части. Имеет около 650 метров в длину.
- Северный — небольшой скалистый остров, порядка 800 метров в длину.
- Червяк — узкий вытянутый остров длиной около 800 метров.
- Утёнок — остров около километра, находящаяся на острове скала высотой 13 метров является наивысшей точкой островов.
- Ракета — центральный остров группы. Имеет 1,2 километра в длину.
- Главный — крупнейший остров группы длиной около 1,8 километра.
- Колокол — остров длиной 1,2 километра с узкой центральной частью.
- Крайний — самый восточный остров группы длиной 1,4 километра.

Кроме того, имеется несколько безымянных, меньших по размеру островов.
Размер островов не превышает двух километров в длину, все они относительно пологие, наивысшая точка — всего 13 метров. Острова Северный, Червяк и Утёнок и острова Главный, Колокол и Крайний соединены между собой песчаной отмелью.
Острова были открыты 19 мая 1931 года советской экспедицией Ушакова и Урванцева. Исследователи занимались картографированием острова Комсомолец, обходя его по периметру. Названы в честь русского и советского писателя, поэта, публициста и общественного деятеля, Демьяна Бедного.

## Топографические карты
- Лист карты U-46-XXVIII,XXIX,XXX м. Молотова (Северная Земля). Масштаб: 1 : 200 000. Состояние местности на 1956 год.